# David René Clair
Il David René Clair è stato un premio speciale del premio cinematografico del David di Donatello.
Il premio era intitolato al regista René Clair ed era destinato al film che alle qualità artistiche unisse i requisiti per il miglior consenso di pubblico. È stato assegnato dalla giuria dei David di Donatello dall'edizione del 1982 a quella del 1987.

## Albo d'oro
- 1982 - Markus Imhoof per La barca è piena (Das boot ist voll) e Jaakko Pakkasvirta per Il segno della bestia (Pedon Merkki) - ex aequo
- 1983 - Manuel Gutiérrez Aragón per I diavoli in giardino (Demonios en el jardín)
- 1984 - Sergio Leone per C'era una volta in America
- 1985 - Wim Wenders per Paris, Texas
- 1986 - Federico Fellini per Ginger e Fred
- 1987 - Jean-Jacques Annaud per Il nome della rosa